# 慕容虔
慕容 虔（ぼよう けん、生没年不詳）は、五胡十六国時代の前燕の人物。昌黎郡棘城県の出身。

## 生涯
前燕に仕え、中軍将軍に任じられていた。
光寿元年（357年）5月、前燕の皇帝慕容儁は慕容虔・撫軍将軍慕容覇・護軍将軍平熙に歩騎8万を与えて勅勒討伐に遣わした。塞北で戦い、勅勒軍を大破した。10万余を討ち取り、馬13万匹・牛羊数十万頭の戦果を得た。
これ以後の事績は、史書に記されていない。